# Prva slovenska nogometna liga 2001-2002
La Prva slovenska nogometna liga 2001-2002 (in lingua italiana: Primo campionato calcistico sloveno 2001-2002), detta anche Si.mobil liga 2001-2002 per motivi di sponsorizzazione, abbreviata in 1. SNL 2001-2002, è stata la undicesima edizione della massima serie del campionato di calcio sloveno, disputata tra il 23 luglio 2001 e il 5 maggio 2002 e conclusa con la vittoria del Maribor, al suo sesto titolo.
Capocannoniere del torneo fu Romano Obilinović (Primorje) con 16 reti.
Nel ranking UEFA 2001-02, la 1. SNL si piazzò al 28º posto (28º nel quinquennale 1997-2002).

## Formula
Come nella stagione precedente le squadre partecipanti furono 12 e disputarono un turno di andata-ritorno-andata per un totale di 33 partite con le ultime due classificate retrocesse in Druga slovenska nogometna liga.
Le squadre qualificate alle coppe europee furono quattro: i campioni alla UEFA Champions League 2002-2003, la seconda classificata e la vincitrice della coppa nazionale alla Coppa UEFA 2002-2003 e un ulteriore club alla Coppa Intertoto 2002.

## Squadre partecipanti
| Squadra                 | Città           | Stadio                       | Stagione 2000-01 | Stagione 2000-01 |
| Squadra                 | Città           | Stadio                       | Pos.             | Divisione        |
| ----------------------- | --------------- | ---------------------------- | ---------------- | ---------------- |
| Maribor Pivovarna Laško | Maribor         | Stadion Ljudski vrt          | 1°               | 1. SNL           |
| SCT Olimpija Ljubljana  | Lubiana         | Stadio Bežigrad              | 2°               | 1. SNL           |
| Primorje                | Aidussina       | Mestni stadion               | 3°               | 1. SNL           |
| Mura                    | Murska Sobota   | Stadio Fazanerija            | 4°               | 1. SNL           |
| CMC Publikum            | Celje           | Stadion Skalna klet          | 5°               | 1. SNL           |
| Sport Line Koper        | Capodistria     | Stadio Bonifika              | 6°               | 1. SNL           |
| HIT Gorica              | Nova Gorica     | Stadio Športni Park          | 7°               | 1. SNL           |
| Rudar Velenje           | Velenje         | Stadio ob Jezeru             | 8°               | 1. SNL           |
| Korotan                 | Prevalje        | Stadion na Prevaljah         | 9°               | 1. SNL           |
| BS Tehnik Domžale       | Domžale         | Športni park                 | 10°              | 1. SNL           |
| Živila Triglav          | Kranj           | Športni Center Stanko Mlakar | 1°               | 2. SNL           |
| ERA Šmartno             | Šmartno ob Paki | Stadion Šmartno              | 2º               | 2. SNL           |

## Classifica
|                     | Pos. | Squadra          | Pt | G  | V  | N  | P  | GF | GS | DR  |
| ------------------- | ---- | ---------------- | -- | -- | -- | -- | -- | -- | -- | --- |
| Slovenia (bandiera) | 1.   | Maribor          | 66 | 33 | 19 | 9  | 5  | 64 | 23 | +41 |
|                     | 2.   | Primorje         | 60 | 33 | 18 | 6  | 9  | 57 | 26 | +31 |
|                     | 3.   | Koper            | 56 | 33 | 15 | 11 | 7  | 45 | 26 | +19 |
|                     | 4.   | Olimpia Lubiana  | 51 | 33 | 15 | 6  | 12 | 39 | 42 | −3  |
|                     | 5.   | Gorica           | 49 | 33 | 13 | 10 | 10 | 38 | 40 | −2  |
|                     | 6.   | Celje            | 48 | 33 | 14 | 6  | 13 | 50 | 39 | +11 |
|                     | 7.   | Mura             | 48 | 33 | 14 | 6  | 13 | 36 | 35 | +1  |
|                     | 8.   | Rudar Velenje    | 42 | 33 | 11 | 9  | 13 | 46 | 52 | −6  |
|                     | 9.   | Šmartno ob Paki  | 40 | 33 | 9  | 13 | 11 | 41 | 40 | +1  |
|                     | 10.  | Korotan Prevalje | 37 | 33 | 10 | 7  | 16 | 28 | 46 | −18 |
|                     | 11.  | Triglav          | 33 | 33 | 9  | 6  | 18 | 34 | 60 | −26 |
|                     | 12.  | Domžale          | 16 | 33 | 3  | 7  | 23 | 26 | 75 | −49 |
| Fonte: wildstat.com |      |                  |    |    |    |    |    |    |    |     |

Legenda:
      Campione di Slovenia e qualificato alla UEFA Champions League 2002-2003
      Qualificato alla Coppa UEFA 2002-2003.
      Ammesso alla Coppa Intertoto UEFA 2002.
      Retrocesso in 2. SNL 2002-2003.
Regolamento:
Tre punti a vittoria, uno a pareggio, zero a sconfitta.

## Risultati
|                     | Mar  | Pri  | Kop  | Gor  | Oli  | Cel  | Mur  | Rud  | Šma  | Kor  | Tri  | Dom  |
| ------------------- | ---- | ---- | ---- | ---- | ---- | ---- | ---- | ---- | ---- | ---- | ---- | ---- |
| Maribor             | –––– | 1–1  | 1–0  | 1–1  | 3–2  | 2–0  | 0–1  | 2–1  | 1–2  | 6–1  | 6–2  | 1–1  |
| Maribor             | –––– | 3–0  | –    | 7–0  | 5–0  | –    | 2–0  | 0–0  | –    | –    | 7–1  | –    |
| Primorje            | 1–2  | –––– | 2–1  | 0–2  | 3–0  | 1–0  | 2–0  | 6–0  | 1–1  | 2–0  | 1–0  | 6–0  |
| Primorje            | –    | –––– | 2–0  | –    | –    | 1–2  | –    | 4–0  | 3–0  | 1–1  | –    | 5–0  |
| Koper               | 3–0  | 1–0  | –––– | 2–0  | 1–0  | 1–0  | 4–1  | 2–2  | 3–1  | 2–0  | 1–1  | 4–0  |
| Koper               | 1–1  | –    | –––– | 0–0  | 0–0  | –    | 2–1  | 3–1  | –    | –    | 1–0  | –    |
| Gorica              | 1–0  | 0–0  | 1–1  | –––– | 1–3  | 1–3  | 0–0  | 0–2  | 0–0  | 1–0  | 4–3  | 0–0  |
| Gorica              | –    | 3–1  | –    | –––– | 2–1  | 0–0  | 3–1  | –    | –    | –    | 2–1  | –    |
| Olimpia             | 0–1  | 1–3  | 0–0  | 2–1  | –––– | 1–0  | 1–0  | 1–0  | 1–1  | 1–1  | 4–0  | 2–0  |
| Olimpia             | –    | 0–3  | –    | –    | –––– | 1–0  | –    | 1–3  | 3–1  | 2–0  | –    | 3–0  |
| Celje               | 0–1  | 1–3  | 0–0  | 1–0  | 2–0  | –––– | 2–0  | 3–2  | 3–4  | 2–0  | 2–2  | 3–3  |
| Celje               | 1–2  | –    | 2–0  | –    | –    | –––– | –    | –    | 4–0  | 5–1  | –    | 2–1  |
| Mura                | 1–0  | 1–0  | 1–0  | 0–2  | 2–2  | 1–0  | –––– | 0–0  | 0–3  | 0–0  | 2–0  | 3–1  |
| Mura                | –    | 0–2  | –    | –    | 4–0  | 2–0  | –––– | 1–0  | –    | 0–1  | –    | 2–0  |
| Rudar               | 1–2  | 3–0  | 3–2  | 0–2  | 2–0  | 3–4  | 0–0  | –––– | 1–1  | 0–0  | 3–1  | 2–1  |
| Rudar               | –    | –    | –    | 3–2  | –    | 0–1  | –    | –––– | –    | 2–3  | 1–4  | 2–1  |
| Šmartno             | 0–0  | 0–1  | 1–1  | 0–0  | 1–2  | 1–1  | 3–2  | 1–1  | –––– | 0–1  | 0–1  | 6–1  |
| Šmartno             | 0–0  | –    | 1–1  | 0–1  | –    | –    | 1–1  | 1–1  | –––– | –    | 2–0  | –    |
| Korotan             | 0–2  | 1–2  | 1–0  | 3–1  | 1–1  | 2–0  | 0–3  | 1–2  | 1–2  | –––– | 1–0  | 0–1  |
| Korotan             | 0–0  | –    | 1–1  | 0–2  | –    | –    | –    | –    | 1–0  | –––– | –    | 1–0  |
| Triglav             | 1–1  | 2–0  | 0–2  | 2–0  | 0–1  | 0–4  | 3–1  | 0–3  | 1–2  | 2–0  | –––– | 1–1  |
| Triglav             | –    | 0–0  | –    | –    | 0–1  | 2–1  | 0–3  | –    | –    | 2–1  | –––– | 1–1  |
| Domžale             | 0–2  | 0–0  | 1–2  | 1–2  | 1–2  | 1–1  | 1–2  | 2–2  | 1–5  | 1–4  | 1–0  | –––– |
| Domžale             | 0–2  | –    | 1–3  | 2–3  | –    | –    | –    | –    | 1–0  | –    | 1–2  | –––– |
| Fonte: wildstat.com |      |      |      |      |      |      |      |      |      |      |      |      |

## Statistiche

### Classifica marcatori
| Pos.               | Giocatore             | Squadra         | Reti |
| ------------------ | --------------------- | --------------- | ---- |
| 1                  | Romano Obilinović     | Primorje        | 16   |
| 2                  | Samir Duro            | Maribor         | 15   |
| 3                  | Damir Pekič           | Maribor         | 14   |
| 4                  | Anton Žlogar          | Olimpia Lubiana | 12   |
| 4                  | Senad Tiganj          | Olimpia Lubiana | 12   |
| 4                  | Jovica Vico           | Šmartno ob Paki | 12   |
| 7                  | Barnabás Sztipánovics | Maribor         | 11   |
| 7                  | Simon Gregorič        | Primorje        | 11   |
| 7                  | Ramiz Smajlović       | Šmartno ob Paki | 11   |
| 7                  | Andrej Kvas           | Celje/Maribor   | 11   |
| Fonte: prvaliga.si |                       |                 |      |